# Alain Marion
Alain Marion (* 25. Dezember 1938 in Marseille; † 16. August 1998 in Seoul, Südkorea) war ein französischer Flötist und Musikpädagoge.

## Leben
Marion war am Konservatorium seiner Heimatstadt Schüler von Joseph Rampal, dem Vater von Jean-Pierre Rampal und erhielt dort vierzehnjährig den Ersten Preis im Fach Flöte. Später setzte er seine Ausbildung bei Jean-Pierre Rampal am Pariser Konservatorium fort. 1961 gewann er den Ersten Preis beim Concours de Genève. 1964 wurde er Erster Flötist im Kammerorchester von ORTF, drei Jahre später Erster Flötist des Orchestre de Paris. Ab 1972 war er Soloflötist im Orchestre National de France.
Seinem Interesse an zeitgenössischer Musik ging Marion als Mitglied des von Pierre Boulez geleiteten Ensemble intercontemporain nach, dem er ab 1977 angehörte. Neben Werken der großen Komponisten für Flötenmusik der Barockzeit nahm er u. a. Kompositionen von François Devienne, Wilhelm Bernhard Molique und Jacques Ibert auf. Beim Label Analekte spielte er 1993 eine CD mit Werken Bohuslav Martinůs ein.
Seit 1969 gab Marion Sommerkurse an der Academie Internationale d'Ete, deren Leitung er 1986 übernahm. Hier konnte er Musiker wie Henryk Szeryng, Jessye Norman und seinen ehemaligen Lehrer Jean-Pierre Rampal für Kurse gewinnen, die von hunderten Studenten aus aller Welt besucht wurden. Von 1977 bis zu seinem Tod hatte er außerdem eine Professur für Flöte am Pariser Konservatorium inne. Zu seinen zahlreichen Studenten zählen Lisa Friend, Marzio Conti, Gilles Cottin, Joaquín Gericó Trilla, Hyeri Yoon, Michel Lavignolle, Sarah Louvion, Raquele Magalhães, Michel Moraguès, Philippe Pierlot, François-Xavier Roth und Yumiko Sakuma.